# Centrale thermique de Majuba
La centrale thermique de Majuba est une centrale thermique en  Mpumalanga en Afrique du Sud.